# Marquesado de Olivart
El marquesado de Olivart es un título nobiliario español creado el 8 de abril de 1929 por el rey Alfonso XIII en favor de Ramón Jorge de Dalmau y Falces, diputado a Cortes y presidente de la Asociación Española de Derecho Internacional, como una reconversión del título pontificio de igual denominación que el beneficiario ostentaba desde 1928 por gracia del Papa León XIII.

## Marqueses de Olivart
|                                               | Titular                                               | Periodo                        |
| Creación por el Papa León XIII                | Creación por el Papa León XIII                        | Creación por el Papa León XIII |
| --------------------------------------------- | ----------------------------------------------------- | ------------------------------ |
| I                                             | Ramón María de Dalmau y de Olivart                    | 1882-1928                      |
| II                                            | Ramón Jorge de Dalmau y Falces                        | 1928-1929                      |
| Conversión en título español por Alfonso XIII |                                                       |                                |
| I                                             | Ramón Jorge de Dalmau y Falces                        | 1929-1970                      |
| II                                            | Gonzalo de Orellana-Pizarro y Dalmau                  | 1977-2017                      |
| III                                           | María del Carmen de Orellana-Pizarro y Ruíz de Elvira | 2017-hoy                       |

## Historia de los marqueses de Olivart
El título había sido creado, como pontificio, el 7 de julio de 1882 por el Papa León XIII en favor de Ramón María de Dalmau y de Olivart, señor de Gelida, doctor en Derecho Civil y Canónico, profesor de las Universidades de Barcelona y Madrid, diputado a Cortes por el Partido Liberal Conservador (1896-1902), especializado y maestro en Derecho Internacional. Su uso fue autorizado en España por real despacho del 24 de octubre de 1882.
- Ramón María de Dalmau y de Olivart (1861-1928), I marqués pontificio de Olivart.[2]

Se casó con Rita de Falces Machado Azara. Le sucedió su único hijo varón:
- Ramón Jorge de Dalmau y Falces, II marqués pontificio de Olivart.[2]

Fue convertido en título español, en 1929, por el rey Alfonso XIII en favor del mismo titular:
- Ramón Jorge de Dalmau y Falces, (m. Madrid, 3 de marzo de 1970[3]), I marqués de Olivart, diputado a Cortes, presidente de la Asociación Española de Derecho Internacional, caballero de la Orden de Montesa y de la Real Maestranza de Ronda.[2]

Casó con Matilde Pérez del Pulgar. Le sucedió, tras orden del 17 de junio de 1977, Gonzalo de Orellana-Pizarro y Dalmau, hijo de una hermana del I marqués, pero esta sucesión fue anulada en 1986. No obstante, por sentencia de la Audiencia Nacional, en 1994, fue rehabilitada la carta de sucesión expedida en 1977. El 22 de febrero de 1994 le sucedió:
- Gonzalo de Orellana-Pizarro y Dalmau, II marqués de Olivart.[3]

Casó con Elisa Ruiz de Elvira Bellón. El 28 de noviembre de 2017, previa orden del 29 de septiembre para que se expida la correspondiente carta de sucesión (BOE del 9 de octubre), le sucedió su hija:
- María del Carmen de Orellana-Pizarro y Ruíz de Elvira, III marquesa de Olivart.[4]